# Tamaricella biskrensis
Tamaricella biskrensis är en insektsart som först beskrevs av Lethierry 1874.  Tamaricella biskrensis ingår i släktet Tamaricella och familjen dvärgstritar. Inga underarter finns listade i Catalogue of Life.